# Karol Łoś
Karol Franciszek Salezy Łoś herbu Dąbrowa (ur. 14 stycznia 1814, zm. 12 maja 1894) z Grodkowa i Krzynowłogi Małej – polski ziemianin, właściciel dóbr ziemskich Kulmatycze w powiecie mościskim; Domażyr i Stawisko Zrelewskie w powiecie gródeckim.
Wywodził się z tzw. starszej linii Łosiów, rodziny senatorskiej, piszącej się z Grodkowa. Głównymi majątkami tej gałęzi rodziny były: Dmytrowice, które po Janie Joachimie Łosiu odziedziczyła jego córka hr. Weronika Henrykowa Łączyńska oraz Kulmatycze, których spadkobiercą był Karol Franciszek Salezy Łoś, a po nim  syn z drugiego małżeństwa z Barbarą z Berezowskich; Tadeusz Józef Łoś.
Karol Franciszek Salezy Łoś ożeniony dwukrotnie:
- 1 v. z Antoniną  Szeptycką,  h. Szeptycki (zmarłą i pochowaną 20.05.1847 lub 49 w Kulmatyczach), dzieci: 1. syn Emil Roman (1845–1885), właściciel majątku Chocin w powiecie kałuskim, wiceprezes Rady Powiatowej Kałuskiej, ożeniony z Emilią z Szymanowskich herbu Ślepowron (ich potomstwo: Zenobia Marcelowa Rosco-Bogdanowiczowa, Stefan, Jadwiga Janowa Jordan-Rozwadowska, Stanisława Władysławowa Henrichowa), 2. syn Włodzimierz Adam Łoś.
- 2 v. z Barbarą z Berezowskich, dzieci: 1. Zofia Piotrowa Skwarczyńska, 2. Maria Włodzimierzowa Bogucka, 3. Tadeusz Józef (1859-?), właściciel Kulmatycz (po nim potomstwo: Maria Marianowa Mochnacka, Seweryna, Klementyna Marianowa Lizoniowa).

Pochowany na Cmentarzu Łyczakowskim.